# 河野ちあき
河野 ちあき（こうの ちあき、1985年7月9日 - ）は日本の歌手、タレント、釣り人。所属事務所は音楽事務所LAZY ART。大阪府門真市出身。

## 来歴・人物
本名は河野 千昭（こうの ちあき）。血液型はB型。未婚。釣りガールとして活動する際の別名義は「釣女ちゃこ」。
2006年（平成18年）にイエローキャブウエストに所属。同年、河野千晶名義のシングル「会いたい」で歌手デビュー。2008年、芸名を河野ちあきにあらため村田華実香とボーカルユニット沢田組を結成する。
2011年の沢田組解散後はあらためてソロシンガー、タレントとしての活動を再開。精力的にライブ、ミュージカルに出演するかたわら、趣味を活かした釣りガールとしてもさまざまなメディアに出演している。

## エピソード
- 国際釣りコンテストで優勝経験を持つなど、釣りの技術には確かなものがある[2]。

## 作品

### アルバム
- 「釣りに行こう♪」（VoiceMasterRecords, VMCD-10019, 2012年4月15日）※釣女ちゃこ名義

## 出演

### テレビ番組
レギュラー
- 釣りたいっ!（2013年 - 2015年、J:COM）
- ルアルアチャンネル（2014年 - 、サンテレビジョン）

不定期
- サンテレビFishing Special 釣り王 決定戦（サンテレビジョン）1年に1回の特番

## 連載
- 磯・投げ情報（2011年 - 2012年、海悠出版）